# Страдоне Овест (Виченца)
Страдоне Овест је насеље у Италији у округу Виченца, региону Венето.
Према процени из 2011. у насељу је живело 264 становника. Насеље се налази на надморској висини од 32 м.